# François II của Pháp
François II (19 tháng 1 năm 1544 - 5 tháng 12 năm 1560) là Quốc vương nước Pháp (1559-1560), đồng thời cũng là Vương quân Scotland với tư cách là chồng của Nữ vương Mary I của Scotland.
François II sinh ra ở lâu đài Fontainebleau, Seine-et-Marne. Cậu là con trai cả của vua Henri II của Pháp và vương hậu Caterina de' Medici. Năm 1548, Khi mới 4 tuổi, François II đã được vua cha sắp đặt một cuộc hôn nhân chính trị với Nữ vương Mary I của Scotland, khi đó cũng chỉ mới 6 tuổi. Hôn lễ chính thức của họ mãi đến năm 1558 mới được tổ chức. Một năm sau, năm 1559, François đăng cơ sau khi vua cha Henri II qua đời. Tuy nhiên, chỉ sau 1 năm ở ngôi, cậu bất ngờ lâm bệnh nặng và mất tại Orléans, Loiret vào ngày 5 tháng 12 năm 1560, khi chỉ mới 16 tuổi. Hai người em của cậu là Charles và Henri về sau đều lần lượt đăng cơ lên ngôi vua của Pháp.